# Nicasi Camps i Pinós
Nicasi Camps i Pinós   (Terrassa, 1931 - Barcelona, 29 de gener de 2024) fou un escriptor català.

## Biografia
Orfe de mare als sis anys, el seu pare el va cridar a traslladar-se a Barcelona amb les seves germanes grans per no quedar-se aïllats durant la guerra. Als 14 anys va entrar a treballar en una benzinera garatge i poc després va morir el seu pare, fet que impulsà l'amo d'aquest negoci a pagar-li l'escola nocturna. Va aprendre comptabilitat i tenidoria de llibres, i uns quants anys més tard entrà a treballar en una de metalls, on va romandre uns disset anys.
De ben jove es va interessar per les activitats socials i culturals del Poblenou. Participà en tómboles per a la reconstrucció de l'església de Santa Maria del Taulat i s'afegí al grup que portava malalts a Lorda, una tasca que continua fent després de 49 anys. També va ingressar a l'Orfeó Virolai i es va fer soci del Centre Moral i Cultural del Poblenou, on escrivia a la revista del centre i estrenà la seva primera obra teatral el 1962.
El 1977 obtingué el premi Emili Vilanova als Jocs Florals de l'exili per un al·legat contra la pena de mort amb motiu de l'execució de Salvador Puig Antich, titulat Un dissabte gris i trist. El 1984 va rebre a Madrid el premi de l'Asociación Española de Teatro para la Infancia y la Juventud (AETIJ) amb l'obra infantil escrita en català La filla del carboner. Quatre anys més tard va ser escollit per l'editorial Fuente Dorada de Valladolid per representar Catalunya en una col·lecció amb autors de totes les comunitats autònomes, on publicà Más allá de los cuentos. El 2001 va obtenir un dels premis de relats de ciència-ficció Manuel de Pedrolo, organitzat per l'Ajuntament de Mataró, amb el conte Missatge al President.
En total va escriure 134 obres, la majoria estrenades per grups de teatre amateurs, i n'ha publicat 32. Va ser membre de l'Arxiu Històric del Poblenou, on participava en les obres que s'hi editaven. L'any 1987 va rebre el 25è Premi Sant Martí que concedeix el Consell Municipal del Districte per la seva obra escrita i per la seva activitat cívica al barri. El 2006 va rebre la Medalla d'Honor de Barcelona.

## Obra dramàtica
- Stop al matrimoni
- Cèlia Ferrarons, alcaldessa amb decisions
- Quan ell és ell...i ella...
- Un dissabte gris i trist
- Crònica d'una soledat
- Quatre nits de nuvis...de tres
- El marit de la Marina és mariner
- Blanca, vídua d'un viu
- El personatge absent
- Èdip, fill i espòs
- L'amor a totes les edats
- Els meus marits m'enganyen